# Raška (Serbia)

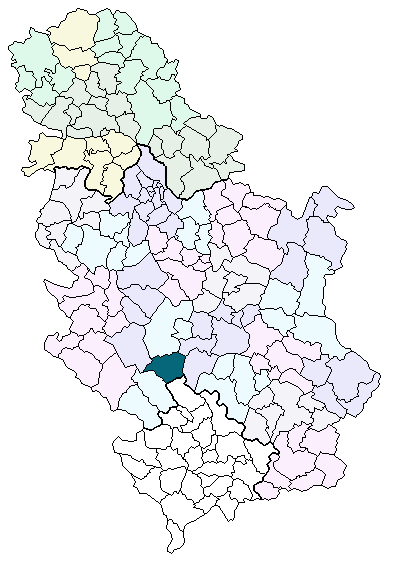
Ubicación del municipio de Raška en Serbia.

Raška (en serbio cirílico: Рашка) es una ciudad y municipio situado en el distrito homónimo, en Serbia. Según el censo oficial de 2011, el municipio de tenía 24.680 habitantes, de los cuales 6.574 vivían en la ciudad.

## Historia
La ciudad está situada en proximidades donde están los ríos Raška e Ibar, en una región que tuvo un rol histórico en la Serbia medieval. También Raška fue parte de la provincia Banovina de Zeta, en aquel entonces perteneciente al Reino de Yugoslavia, entre 1929 y 1941.
Hacia diciembre de 2013, durante excavaciones efectuadas en Rudnica, EULEX encontró unos 250 restos de kosovo-albaneses pertenecientes a la época donde tuvo lugar la Guerra de Kosovo.

## Demografía
Según el censo de 2011, los grupos étnicos en el municipio eran:
- Serbios = 24.135
- Romaníes = 202
- Montenegrinos = 45
- Macedonios = 21
- Albaneses = 12
- Goranis = 12
- Otros = 251

## Localidades del municipio
Raška como municipio está compuesto de 61 localidades:
| - Badanj - Baljevac - Bela Stena - Belo Polje - Beoci - Biljanovac - Biniće - Biočin - Boroviće - Boće - Brvenik - Brvenik Naselje - Brvenica | - Varevo - Vojmilovići - Vrtine - Gnjilica - Gostiradiće - Gradac - Draganići - Žerađe - Žutice - Zarevo - Jošanička Banja - Kaznoviće - Karadak | - Kovači - Kopaonik - Korlaće - Kraviće - Kremiće - Kruševica - Kurići - Kućane - Lisina - Lukovo - Milatkoviće - Mure - Novo Selo | - Nosoljin - Orahovo - Pavlica - Panojeviće - Piskanja - Plavkovo - Plešin - Pobrđe - Pokrvenik - Pocesje - Radošiće - Rakovac - Raška | - Rvati - Rudnica - Sebimilje - Semeteš - Supnje - Tiodže - Trnava - Crna Glava - Šipačina |